# 俞文淵
俞文淵（？—1651年），字天池，浙江杭州府於潛縣（今杭州市臨安區於潛鎮）人，明朝末年政治人物。

## 生平
崇禎十五年（1642年）壬午科浙江鄉試第二名舉人，十六年（1643年）聯捷癸未科進士。授興化縣知縣。清軍陷杭州後，俞文淵反抗，會方國安復於潛，兵敗，又合張實孚復平陽，再敗，潛入深山。永曆元年（清順治四年，1647年），俞文淵回鄉，聲稱奉定王朱慈炯（朱三太子），號召山澤。不久，事情洩露，再次亡命。永曆五年（清順治八年，1651年），與叔侄兄弟九人被執遇害。